# Os (anatomie)

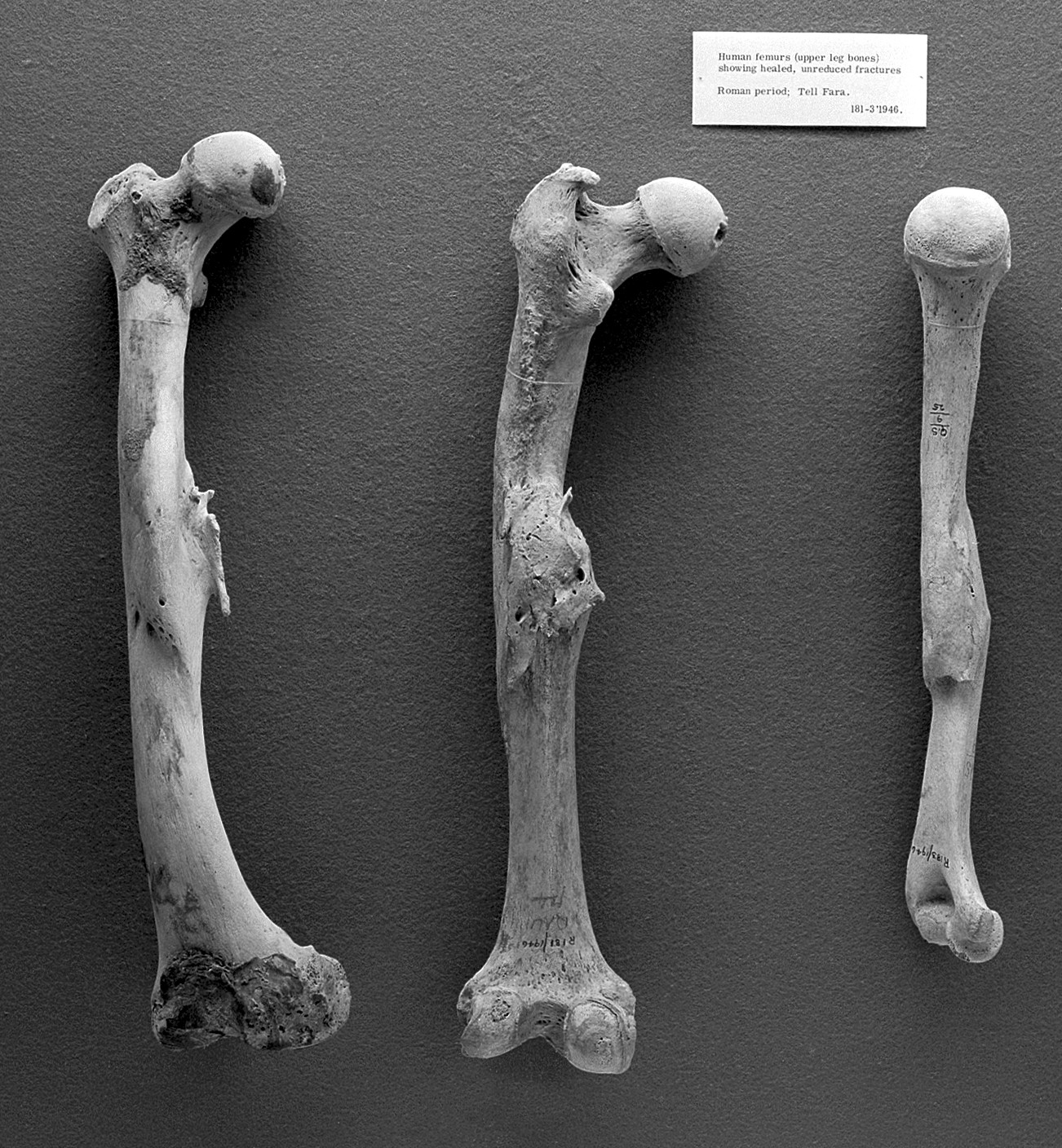

Osul reprezintă elementul de bază al scheletului vertebratelor, caracterizat prin structura lui dură, solidă și rezistentă. Cel mai lung os este femurul piciorului, de obicei de peste 50 cm, iar cel mic este „scărița” din ureche. Între ele, oasele se leagă prin articulații și sunt mobilizate de mușchi.
Numărul oaselor se reduce la om, prin fuzionare, odată cu vârsta, de la 350 la un nou-născut la 206 la un adult.Pe langă, rezistența osului e incredibilă. Un cub de os cu diametrul de 1 centimetru ar fi capabil să susțină 1.733 kilograme- cît să susțină greutatea unui hipopotam mascul adult.

## Rolul oaselor
Oasele, sau scheletul, au mai multe funcțiuni:
- Rol de pârghii ale aparatului locomotor. Asupra lor acționează mușchii, asigurând susținerea corpului și locomoția. Se constituie astfel, pârghii de trei ordine:
  - I - articulația craniului cu coloana vertebrală
  - II - articulația dintre oasele gambei și picior
  - III - articulația dintre osul brațului și cele ale antebrațului.
- Rol de protecție a unor organe vitale 
  - Cutia craniană pentru encefal
  - Canalul rahidian pentru măduva spinării
  - Cutia toracică pentru inimă și plămâni
  - Bazinul osos pentru organele pelviene
- Rol antitoxic 
  - Oasele rețin numeroase substanțe toxice (Hg, Pb, F) pătrunse accidental în organism și le eliberează treptat, fiind apoi eliminate renal. În felul acesta, concentrația sangvină a toxicului nu crește prea mult și sunt prevenite efectele nocive asupra altor organe.
- Rol de sediu principal al organelor hematopoietice 
  - La copii toate oasele, iar, la adult oasele late conțin măduvă roșie, hematogenă. La adult, măduva din canalul central al diafizei oaselor lungi este galbenă (țesut adipos cu rol de rezervă), iar la vârstnici, este cenușie, aproape nefuncțională.
- Rol în metabolismul calciului, fosforului și electroliților 
  - Oasele reprezintă principalul rezervor de substanțe minerale ale organismului.

## Caracteristici esențiale ale oaselor

### Structura osului
Osul este alcătuit din 2 tipuri de țesut:
- Țesut osos compact - cel mai dur țesut al corpului omului. Partea de mijloc a osului lung, numită corpul osului sau diafiză. La exterior există o membrană, numită periost, pe seama căruia osul crește în grosime. În interiorul diafizei avem un canal care străbate diafiza în lungimea ei, numit canal medular în care se găsește măduva hematogenă cu rol în producerea elementelor figurate ale sângelui (eritrocite, leucocite, trombocite). De menționat faptul că la copii toate oasele produc această măduvă și va avea o culoare roșie, la adult doar oasele late și va fi galbenă iar la vârstnici va fi gri-cenușie și va fi nefuncțională.

- Țesut osos spongios - o structură relativ ușoară, mai puțin dura și rezistentă. Extremitățile osului lung (numit și os tubular), sunt numite epifize. Formate din 95% țesut osos spongios la interior și 5% țesut osos compact spre exterior. Între epifiză și diafiză se află metafiza, sau cartilajul de creștere epifizo-diafizar pe seama căruia osul lung crește în lungime. Creșterea va fi dinspre epifize spre diafiză. Suprafața de articulare a epifizei este formată dintr-un strat subțire de țesut cartilaginos hialin.

### Compoziția osului
Osul este format din 25% apă și 75% reziduu uscat. Este alcătuit dintr-o matrice organică solidă, care este întărită de depozitele de săruri de calciu.
- Matricea organică a osului 
  - Este alcătuită din 90-95% fibre de colagen, iar restul este un mediu omogen numit subsțantă fundamentală, împreună constituiind oseină. Fibrele de colagen se extind în primul rând de-a lungul liniilor de forța de tensiune și dau osului marea sa rezistență la tensiune.
- Sărurile minerale 
  - Sunt reprezentate în special de fosfatul de calciu (CaPO4), iar cea mai importantă substanță cristalină e hidroxiapatita (Ca5(PO4)3OH).
- La nivelul oaselor au loc procese metabolice similare celorlalte organe. O particularitate metabolică o constituie marea afinitate a substanței fundamentale față de sărurile minerale.

## Tipuri de oase
Oasele scheletului sunt împărțite în patru grupe: 
- oasele lungi, care sunt alungite, cu rolul de a amortiza șocurile. Acestea au o parte interioară, numită diafiză și două capete numite epifiză. Regiunile între diafize și epifize se numesc metafiză. Oasele lungi sunt mai compacte decât celelalte oase. Din această categorie fac parte oasele membrelor, precum femurul, tibia și falangele.
- oasele scurte, care sunt mai puțin compacte, destul de subțiri, mici. Exemple de așa oase sunt: oasele carpiene și metacarpiene, vertebre;
- oasele neregulate, care au forme și dimensiuni variate, de exemplu: oasele bazinului.
- oasele late, oase subțiri, curbate, de dimensiuni mici, exemple sunt: oasele pieptului, oasele craniului.
- oasele pneumatice, în jurul foselor nazale, frontal, maxilar, sfenoid, etmoid.
- în lungimea unui tendon ( oase sesamoide )-> rotula

## Scheletul
Reprezintă totalitatea oaselor corpului uman așezate în poziție anatomică.
Format din : scheletul capului, trunchiului, scheletul membrelor și centurile membrelor.

### Craniul

#### Oasele neurocraniului
- Osul frontal (1 os)
- Osul etmoid  (1 os)
- Osul sfenoid (1 os)
- Osul occipital (1 os)
- Osul parietal  (2 oase)
- Osul temporal (2 oase)

#### Oasele viscerocraniului
- Osul lacrimal (2 oase)
- Osul nazal (2 oase)
- Cornetele nazale  inferioare (2 oase)
- Vomerul (1 os)
- Osul maxilar (2 oase)
- Osul palatin (2 oase)
- Osul zigomatic (2 oase)
- Mandibula (1 os)

### Coloana vertebrală
Este alcătuită din 33-34 de vertebre:
- Vertebre cervicale: 7 (prima atlas, a doua axis)
- Vertebre toracice: 12
- Vertebre lombare: 5
- Vertebre sacrale: 5 unite, formând osul sacru
- Vertebre coccigiene: 4-5 unite între ele

### Cutia toracică
- Vertebrele toracale 12
- Stern
- Coaste

### Bazinul
- Osul coxal  2 oase unite anterior între ele formând simfiza pubiană
- Osul sacru  5 vertebre sacrale unite între ele și articulate lateral cu oasele coxale

### Membrele superioare
- Humerus
- Radius
- Cubitus (Ulna)
- Oase carpiene (8 oase)
- Oase metacarpiene (5 oase)
- Falange (14 oase)

### Membrele inferioare
- Femur
- Rotulă (Patelă)
- Tibie
- Peroneu (Fibula)
- Oase tarsiene (7 oase)
- Oase metatarsiene (5 oase)
- Falange (14 oase)

## Boli ale oaselor
- Deformarile: pot apărea la nivelul oricarui component al sistemului osos. Cele mai des întâlnite sunt cele de la nivelul coloanei vertebrale: cifoza, lordoza și scolioza.
  - Cifoza reprezintă o exagerare a curburii coloanei vertebrale la nivel toracal și sacral. Privită în plan sagital, concavitatea va privii anterior.
  - Lordoza reprezintă o exagerare a curburii coloanei vertebrale la nivel cervical sau lombar. Privită în plan sagital, concavitatea va privii posterior.
  - Scolioza reprezintă o exagerare a curburii laterale a coloanei vertebrale putând apărea la orice nivel al acesteia. Privită în plan frontal, curbura va avea o direcție laterală (stânga sau dreapta).

- Fracturile: se definesc ca o întrerupere a continuității anatomice a unui os. De regulă survin în urma traumatismelor, dar și în cazul unor deficiente hormonale sau boli, când pot fi spontane.

- Entorsele: se definesc prin alungirea ligamentelor componente ale unei articulații precum și a ligamentelor de vecinătate. Pot avea diverse grade de gravitate. Se asociază frecvent cu sinovitele.

- Luxațile: se definesc ca fiind dislocarea elementelor componente ale unei articulații, în special a suprafețelor de articulație. Cele mai frecvente fiind luxațile articulaților umărului și genunchiului.

- Artritele: se definesc ca fiind afecțiuni articulare având ca simptom edemul, inflamația și durerea. Se cunosc peste 50 de afecțiuni articulare, numite pe larg "boli reumatismale". Cauzele celor mai multe artrite sunt necunoscute, dar multe dintre ele survin pe seama unor traumatisme sau procese infecțioase.